# یواس‌اس استاف (ای‌ام-۱۱۴)
یواس‌اس استاف (ای‌ام-۱۱۴) (به انگلیسی: USS Staff (AM-114)) یک کشتی بود که طول آن ۲۲۱ فوت ۳ اینچ (۶۷٫۴۴ متر) بود. این کشتی در سال ۱۹۴۲ ساخته شد.